# اسیمیو توره
اسیمیو توره (انگلیسی: Assimiou Touré؛ زادهٔ ۱ ژانویهٔ ۱۹۸۸) یک بازیکن فوتبال اهل آلمان است.
وی همچنین در تیم‌های ملی فوتبال توگو آلمان بازی کرده‌است.